# Targ na Ptasiej we Wrocławiu
Targowisko znajduje się między ulicami Ptasią a Sroczą, w dzielnicy Nadodrze we Wrocławiu. Na bazarze handluje się głównie owocami i warzywami.

## Historia
Od lat 60. istniał targ na Placu Strzeleckim, na którym handlowali wozacy z podwrocławskich wsi. W roku 1989 przeniósł się na ulicę Ptasią, na teren po wyburzeniu kamienic, wyłożony betonowymi płytami. Handlowano warzywami, owocami, artykułami przemysłowymi, a także odzieżą. Wśród handlowców było wielu Ukraińców i Ormian.
Od 1995 działa jako legalne targowisko, należące do powołanej przez handlowców spółki Kupiec. W 1996 roku kupcy kupili kioski w Wieruszowie, które do dziś znajdują się na terenie placu.
Podczas powodzi w 1997 r. woda podeszła pod teren targowiska, jednak go nie zalała.
W 2005 roku powstał projekt hali targowej o powierzchni 900 metrów kwadratowych, która miała kosztować ok. milion złotych. Hala jednak nie powstała.
W 2011 r. na targowisku kręcono jeden z odcinków serialu “Głęboka woda”.